# Remington Rand
Remington Rand (трансліт.Ремінгтон Ренд, 1927–1955) — колишня корпорація США, один з ранніх виробників ЕОМ, у тому числі найбільш відомої серії ЕОМ UNIVAC моделі UNIVAC I. Увійшла до складу компанії Unisys. Деякий час слово «Юнівак» (univac) було в США мало не синонімом слова «комп'ютер». Remington Rand також виробляла офісне обладнання та електробритви. Штаб-квартира корпорації знаходилась за адресою: 315, Парк Авеню, Нью-Йорк (20-поверхова будівля споруди 1911 року).

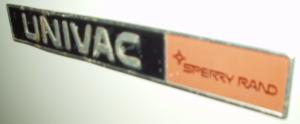

## Історія
Remington Rand було створено внаслідок злиття Remington Typewriter Company, Rand Kardex Company і Powers Accounting Machine Company в 1927 році. До 1958 року її очолював Джеймс Ранд (молодший).
У 1950 році Remington Rand придбала компанію Eckert-Mauchly Computer Corporation, яка створила ЕОМ ENIAC, а в 1952 році придбали Engineering Research Associates (ERA); обидві компанії били піонерами комп'ютеробудування. Внаслідок цього Remington Rand стала найбільшою комп'ютерною компанією в США.
Remington Rand була придбана Sperry Corporation в 1955 році і змінила назву на Sperry Rand (пізніше просто Sperry). Сперрі об'єдналася в 1986 році з Барроуз, утворивши Unisys.
У роки війни, з 1942 по 1945 роки, Remington Rand виробляла пістолет 45-ого калібру M1911A1 на замовлення військового відомства США.